# Спояване
Спояване, или запояване, (на немски: löten, на английски: soldering) е процес, при който два или повече детайла от метал или с метални изводи се свързват заедно, чрез стопяването на припой, омокрянето на елементите с него и свързването им след изстиването на припоя. При спояването се използва припой, чиято температура на топене е по-ниска от тази на съединяваните метални части. В този случай основно се говори за работа с нискотемпературен припой. При високотемпературните спойки, здравината на съединението е същата както на основните метали. 
Спояването не бива да се бърка със заваряването.
В немскоговорещите страни се говори за нискотемпературна и високотемпературна спойка, докато в англоговорещите страни за двете понятия по-често се използват термините „soldering“ и „brazing“. Нискотемпературни са спойките с температури до 450 °С, при които може да бъде използван поялник, докато при високотемпературните спойки (над 450 °С) се изисква по-мощен (високотемпературен) източник на топлина като горелка, заваръчен апарат и др. Припоите използвани при двата процеса също са различни. 
Добре е двете технологии да бъдат разграничавани поради немалкото технологични различия между самите процеси.

## История
Спояването е много стара технология, която доказано е съществувала още 5000 години В.С. Известните тогава метали злато, сребро и мед са преработвани в култови предмети и украшения, при което са използвани процеси аналогични на спояването.

## Приложение
Спояването се използва в медни тръбопроводи, електрониката, металообработката и други.
Спояването осигурява постоянно, но в същото време ремонтируемо съединение между медни тръби, консервни кутии, поцинковани тръби на улуци, радиатори на автомобили и различни други приложения.
Най-използваното приложение е в електрониката за производство на печатни платки (чрез нискотемпературно спояване).

### Спояване със сребърни припои
Високотемпературното спояване се използва за съединяване на метали като злато, сребро, месинг и мед. Припоя се дели на ниско, средно и високотемпературен. Нискотемпературният припой има 56% сребро и температура на топене 618 °С. Високотемпературният има 80% сребро и 740 °C температура на топене. Ако трябва да се направи многократно последователно съединение, бижутерът започва с високотемпературен и завършва с нискотемпературен припой.

### Индукционно спояване
Индукционното спояване използва индукционно нагряване с високочестотен променлив ток през бобина, която се поставя около мястото на спойката. Този ток индуцира ток в частите, които се спояват, като в мястото на съединението, поради по-високото съпротивление спрямо околния метал, се генерира топлинна енергия. Тази индукционна бобина може да се оформи по-прецизно спрямо формата на съединението.
Някои метали се спояват по-лесно от други. Медта, среброто и златото се спояват лесно, докато желязото, меката стомана и никел се спояват по-трудно. Най-трудни за спояване са неръждаемата стомана и алуминият.

### Спояване на електронни елементи
При масовото производство на печатни платки, се използва спойка вълна, Поради различни причини (например електронни елементи с неподходяща конструкция), ръчното спояване се използва често при масовото производство.
Елементите при спойка вълна се нареждат на платката, след което платката преминава през вълната от припой.
За ръчно спояване, източникът на нагряване (поялник) трябва да осигурява необходимото количество топлина за спойката. Използването на много висока температура може да увреди чувствителните към температурата елементи, докато много ниска температура може да доведе до дефектни спойки. Технологията на ръчното спояване изисква умение от страна на изпълнителят, особено при спояване на елементи с малко разстояние между контактните площадки. Резултатът е по-добър, когато площадките за спояване и елементите са предварително калайдисани
За спояването на електронните компоненти към платката, правилният избор на флюс предотвратява оксидацията по време на спойката, което е необходимо за добро омокряне и топлопредаване. Накрайникът на поялника трябва да бъде почистен и предварително калайдисан с припой, за да се осигури добро топлопредаване. Когато елементите не са добре покрити с флюс и не са нагряти достатъчно, или не се осигури правилно охлаждане на припоя, може да се получи некачествена „студена спойка“.
„Студената спойка“ може да има много различни причини:
- За ръчно спояване е използван припой с голяма температурна разлика, между температурите на втечняване и втвърдяване. Между тези температури припоя е полутвърд, и най-малките движения благоприятстват студената спойка. За това при ръчната спойка се препоръчва да се използва припой, при който двете температури са еднакни, например Sn63PbAg.
- Температурата на спояване е много ниска: спойката е много студена. При това не се получава добро омокряне.
- Повърхностите за спойка, поради оксидация не могат да се омокрят.

„Студените спойки“ не предизвикват веднага едно прекъсване на електрическата верига. Обикновено студената спойка не издържа на механични натоварвания. При това и най-малки вибрации могат да доведат до прекъсвания особено при топлинни натоварвания по време на работа.
За лесно спояване, на начинаещите в тази област се препоръчва тинола и поялника да се поставят отделно на мястото на спойката. След поставянето на достатъчно припой върху спойката, тинола се отстранява и при достатъчно нагряване на спойката, припоя се разпределя равномерно около нея и след това се отстранява поялника.
Припоя не трябва да се движи, докато не се охлади. При визуална проверка, добрата спойка изглежда гладка и лъскава с ясно видими контури на споения проводник. Матова сива повърхност показва, че спойката се е движила по време на изстиването.
Други дефекти на спойката могат също да се видят визуално. Много малко припой прави „сухо“ съединение, много припой обикновено означава лошо омокряне. При някои флюсове има остатъци, които трябва да се отстранят чрез почистване например с алкохол.
Излишният припой, флюс и остатъци от процеса трябва да се изчистят от накрайника на поялника между отделните спойки. Накрайника на поялника трябва да се поддържа омокрен с припой по време на спойката, за да се намали оксидацията и корозията му.
Опазването на околната среда в много страни и целия ЕС доведе до промяна на състава на припоите и флюсовете. Използват се водоразтворими флюсове, за да могат да се почистват платките с вода или почистващи средства на водна база. По този начин се премахват вредните органични разтворители от процесите.

#### Безоловни припои
Като заместител на оловосъдържащите припои се използват сплави от групите Sn/Ag, Sn/Cu и Sn/Ag/Cu. Тези припои са по-трудни в използването и имат определени технически проблеми. Един от тях е по-високата температура на топене. Това може да доведе например до повреди на елементи, чувствителни към температурата.
В миналото почти всички нискотемпературни припои са съдържали олово, но поради вредното му въздействие върху човека и околната среда днес основно значение придобива използването на безоловните припои.
Днес, както поради опасността за здравето на хората, така и с цел опазването на околната среда е ограничено използването на оловото в електрониката, а също така и използването на кадмий и живак.

## Охрана на труда при спояване
Отделяните по време на спояването газове съдържат вредни вещества. Причината за това е основно използваният флюс, съдържащ колофон, органични киселини и други. От отделените вредни газове се дразнят основно очите и дихателните пътища. Поради тази причина от съществено значение е при промишлено използване да се осигури аспирация на работното място с няколко степени на филтриране на въздуха.
При ръчна спойка, която се изпълнява в близост до очите на оператора, е необходимо да се работи с предпазни очила. Не трябва да се работи при положение, при което спойката се извършва над главата на оператора поради опасност от падане на капчици припой и флюс.